# Johann Joseph Oppel
Johann Joseph Oppel (* 3. Juni 1815 in Frankfurt am Main; † 27. April 1894 ebenda) war ein deutscher Pädagoge, Physiker und Sprachwissenschaftler. Er gilt als Begründer der wissenschaftlichen Erforschung der Frankfurter Mundart. Seine Arbeiten bildeten eine wesentliche Grundlage für das zwischen 1971 und 1985 herausgegebene Frankfurter Wörterbuch. Zu Lebzeiten war er vor allem für seine Forschungen zur physiologischen Optik bekannt. 1854 prägte er den Begriff geometrisch-optische Täuschung und beschrieb als erster die nach ihm benannte Oppel-Kundt-Täuschung.

## Leben und Werk
Oppel entstammte dem Frankfurter Zweig einer 1813 aus Schlesien über Bayreuth nach Frankfurt eingewanderten Familie. Sein Vater war der Schneidermeister Johann Friedrich Oppel (1776–1865), seine jüngeren Brüder der Schriftsteller Karl Oppel und der Organist Wigand Oppel. Joseph Oppel besuchte von 1827 bis 1833 das Städtische Gymnasium und studierte anschließend Theologie und Philologie, später Mathematik und Naturwissenschaften an den Universitäten Gießen und Leipzig, wo er zum Dr. phil. promoviert wurde. 1845 wurde er Lehrer für Physik und Mathematik am Frankfurter Gymnasium, ab 1859 mit dem Titel Professor.
Er war Mitglied des Physikalischen Vereins und prägte 1854 den Begriff geometrisch-optische Täuschung in einer Veröffentlichung, in der er als erster die nach ihm benannte Oppel-Kundt-Täuschung beschrieb. Hermann von Helmholtz zitierte in der zweiten Auflage seines Handbuch der physiologischen Optik 24 Arbeiten Oppels. Andere seiner Arbeiten beschäftigten sich mit akustischen Beobachtungen, so beispielsweise einem Phänomen am Auspuffgeräusch einer Dampflokomotive beim Passieren eines Bahnübergangs (1864) oder mit der Akustik des Kuckucksrufes (1871).
Ab 1839 erforschte Oppel die lexikalischen, grammatikalischen und phonetischen Grundlagen der Frankfurter Mundart, die damals in allen gesellschaftlichen Schichten der Stadt gesprochen wurde. Seine Materialien umfassten schließlich 88 Faszikel von jeweils ungefähr 16 Seiten. Die Aufzeichnungen notierte er in einer eigenen Lautschrift, mit denen er insbesondere den genauen Klang der Frankfurter Vokale dokumentierte, wie sie um die Mitte des 19. Jahrhunderts gesprochen wurden. Die zahlreichen Frankfurter Redewendungen, die er vorfand, klassifizierte er nach den verschiedenen Formen der Mundart, darunter Amtsdialekt, Halbdialekt, Vorstadtdialekt und jüdisch-frankfurterisch.
Seine umfangreichen und philologisch exakten Forschungen veröffentlichte er zu Lebzeiten nur auszugsweise, unter anderem mehrere Artikel in den Didaskalia. Bei seinem Tod war das 1334 Seiten starke Manuskript des Frankfurter Idiotikons noch unvollendet. Seine Nachfahren übergaben es 1918 dem Frankfurter Stadtarchiv. Neben den Forschungen von Hans Ludwig Rauh bildet es die maßgebliche Grundlage für das zwischen 1971 und 1985 in 14 Lieferungen erschienene Frankfurter Wörterbuch.
Oppel war zeitweise ehrenamtlicher Seelsorger am Senckenbergischen Bürger- und Beisassen-Hospital und Nachmittagsprediger an der Katharinenkirche.
Auch Oppels jüngere Brüder hatten bedeutende Rollen im Frankfurter Schul- und Musikwesen des 19. Jahrhunderts: Karl Oppel war Lehrer an der Weißfrauenschule, später an der Musterschule. Wigand Oppel (* 6. Dezember 1822 in Frankfurt am Main; † 17. April 1886 ebenda) war als Musikpädagoge 1860 Mitbegründer der Frankfurter Musikschule und wirkte als Organist an der Katharinenkirche.